# FMS Wertmanagement
Die FMS Wertmanagement (FMS-WM) in München ist eine deutsche Bad Bank. Sie wurde am 8. Juli 2010 gegründet. Ihr Zweck als Abwicklungsanstalt ist es, die während der Finanzkrise in eine existenzbedrohende Schieflage geratene und dann verstaatlichte Hypo-Real-Estate-Gruppe (HRE) von Risikopositionen und nicht strategienotwendigen Geschäftsbereichen zu befreien und die HRE-Gruppe damit zu stabilisieren. Die FMS Wertmanagement ist eine organisatorisch und wirtschaftlich selbstständige, teilrechtsfähige Anstalt des öffentlichen Rechts innerhalb der Bundesanstalt für Finanzmarktstabilisierung (FMSA).

## FMS Wertmanagement
Zum 1. Oktober 2010 übernahm die FMS Wertmanagement von der Hypo Real Estate Holding AG und deren unmittelbaren und mittelbaren Tochterunternehmen und Zweckgesellschaften im In- und Ausland ein Portfolio im Nominalwert von 175,7 Mrd. Euro. Die FMS Wertmanagement hat den Auftrag, dieses Portfolio wertmaximierend abzuwickeln. Der anfängliche, von der HRE aufgestellte Abwicklungsplan war auf eine Laufzeit von zehn Jahren ausgelegt. Der in dieser Periode nicht abgewickelte Teil des Portfolios sollte zum Ende der Laufzeit buchwertneutral verkauft werden. Seit dem Jahr 2012 legt die FMS-WM jährlich einen aktualisierten Abwicklungsplan vor, der den geänderten Marktbedingungen und den neu gewonnenen Erkenntnissen Rechnung trägt. Der erweiterte Zeithorizont erlaubt es, das Portfolio ohne Zeitdruck zu wirtschaftlich vorteilhaften Marktbedingungen abzuwickeln und so im Interesse des Steuerzahlers Verluste zu minimieren.
Die FMS Wertmanagement ist kein Kreditinstitut oder Finanzdienstleistungsinstitut im Sinne des Kreditwesengesetzes. Sie verfügt über keine Banklizenz und unterliegt keinen regulatorischen Eigenmittel- oder Liquiditätsanforderungen gemäß den Basel-Richtlinien. Sie darf aber alle Arten von Bankgeschäften betreiben, die der Abwicklung des Portfolios dienen. Anders als Banken, die nach IFRS-Standard bilanzieren, bilanziert die FMS Wertmanagement nach den Vorschriften des HGB. Als Aufsichtsbehörden fungieren die FMSA und die BaFin. Als Rechtsaufsicht der FMS Wertmanagement stehen der FMSA umfassende Informations-, Kontroll- und Prüf- sowie Weisungsrechte zu. Sie bestimmt über die Besetzung des Verwaltungsrats, genehmigt Änderungen des Abwicklungsplans und wird bei strategisch wichtigen Entscheidungen, welche die Geschäftstätigkeit der FMS Wertmanagement betreffen, einbezogen. Die FMS Wertmanagement informiert die Aufsichtsbehörde regelmäßig über die laufende Geschäftstätigkeit und legt ihr den Jahresabschluss, den Lagebericht und den Prüfungsbericht vor. Für Verluste, die bei der Abwicklung des Portfolios entstehen, steht laut Statut der FMS Wertmanagement der SoFFin ein. In § 7 Abs. 1 des Statuts heißt es: „Der FMS ist gegenüber der Abwicklungsanstalt sowie gegenüber der FMSA bis zur Auflösung der Abwicklungsanstalt nach § 16 verpflichtet, …. sämtliche Verluste auszugleichen.“ Faktisch belasten Verluste der FMS Wertmanagement damit den Bundeshaushalt. Bis 2014 sind dadurch dem Staat Kosten in Höhe von circa 13 Milliarden EUR entstanden (3,04 Mrd. EUR im Jahr 2010 und 9,939 Mrd. EUR im Jahr 2011).

## Das Portfolio
Das von der HRE übernommene Portfolio der FMS Wertmanagement umfasst Kredite und Wertpapiere sowie die damit zusammenhängenden Derivate-Positionen. Es ist geprägt durch lange Laufzeiten. In 59 % der Fälle laufen Kreditrisiken erst 2020 oder viel später aus. Der von der HRE mitgegebene Abwicklungsplan gab allerdings als Abwicklungshorizont das Jahr 2020 vor. Viele der übernommenen Konsortialfinanzierungen beinhalten nach Aussage des Managements zudem schwierige Verhandlungspositionen; Kontrolle und Einflussnahme durch die FMS Wertmanagement seien dadurch erschwert. Eine signifikante Anzahl von Kreditpapieren ist nach der Krise nur noch wenig wert und kann deshalb schwer oder nur mit hohen Abschlägen veräußert werden. Und bei einigen Marktsegmenten reflektieren die Margen bei Weitem nicht mehr das heutige Risikoprofil der zugrunde liegenden Assets.
Das Portfolio der FMS-WM umfasste Kredite und Wertpapiere sowie die damit zusammenhängenden Derivatepositionen und wurde in fünf Segmente unterteilt:
1. Public Sector: In diesem Segment sind überwiegend Anleihen der Staaten der Eurozone, der Mitgliedsstaaten der Europäischen Union sowie der angrenzenden Staaten Osteuropas zusammengefasst. Darin enthalten waren zum Stichtag 31. Dezember 2010 zum Beispiel Anleihen des Staates Griechenland im Volumen von 7,4 Mrd. Euro. Das Segment Public Sector macht rund 50 Prozent des Gesamtportfolios aus.
2. Structured Products: Dieses Segment umfasst Asset Backed Securities (ABS) verschiedener Art, wie beispielsweise strukturierte Wertpapiere aus dem Bereich der Gewerbe- und Wohnimmobilien, sowie strukturierte Anleihen, die auf Kreditforderungen aus dem öffentlichen Sektor basieren oder in denen Studentenkredite gebündelt sind. Das Segment Structured Products macht rund 25 Prozent des Gesamtportfolios aus.
3. Commercial Real Estate: Dieses Segment setzt sich überwiegend aus nicht leistungsgestörten Finanzierungsprodukten für gewerbliche Immobilien zusammen. Das Segment Commercial Real Estate macht rund 11 Prozent des Gesamtportfolios aus.
4. Infrastructure: Dieses Segment beinhaltet Finanzierungslösungen für internationale Infrastrukturprojekte. Das Segment Infrastructure macht rund 10 Prozent des Gesamtportfolios aus.
5. Workout: In diesem Segment werden leistungsgestörte weitgehend besicherte Immobilienengagements in Europa, Asien und den USA zusammengefasst. Das Segment Workout macht rund 5 Prozent des Gesamtportfolios aus.

Von dem im Jahr 2010 übernommenen Portfolio wurden bis zum Jahresende 2023 kumuliert 77 % abgebaut; das Restportfolio der FMS-WM wurde nominal von ursprünglich rund 176 Mrd. € auf nunmehr 44,4 Mrd. € reduziert.

## Verluste durch griechische Staatsanleihen

### Bestand im Portfolio
Laut einer Präsentation zur Bilanzpressekonferenz am 24. Mai 2011 betrug das Nominalvolumen der im Portfolio der FMS Wertmanagement befindlichen Kredite und Anleihen aus Griechenland zum 31. Dezember 2010 rund 9,1 Mrd. Euro. Darunter befanden sich zu diesem Zeitpunkt griechische Staatsanleihen im Volumen von nominal 7,4 Mrd. Euro. Nur rund 32 Prozent der Forderungen und Anleihen sind dabei in den kommenden zehn Jahren fällig, weitere 32 Prozent des Portfolios haben eine Laufzeit von noch mehr als 20 Jahren. Besonders diese Langläufer sind zu mehr als der Hälfte inflationsindexiert. Das wirtschaftliche Risiko aus dem Griechenland-Exposure gab die FMS Wertmanagement mit 10,8 Mrd. Euro an.

### Teilnahme an der Umschuldung
Am 2. September 2011 gab der Vorstand per Pressemitteilung bekannt, dass die FMS Wertmanagement plante, sich am Umtausch von Griechenland-Anleihen zu beteiligen. Zu dem Zeitpunkt verfügte die Bad Bank über ein Gesamtvolumen von Anleihen und Krediten mit griechischen Schuldnern von 8,76 Mrd. Euro. Von den 30 Einzelpositionen qualifizierten sich 13 Anleihen mit einem Laufzeitende vor dem Jahr 2020 für den von der griechischen Regierung angebotenen Umtausch in länger laufende Papiere. Das Gesamtnominalvolumen dieser 13 Anleihen betrug 975 Mio. Euro.
Im Geschäftsbericht der FMS Wertmanagement für 2011 heißt es auf Seite 24: „Beim Umtausch von Griechenland-Anleihen unter Beteiligung des Privatsektors (PSI) im ersten Quartal 2012 hat sich die FMS Wertmanagement mit über 90 % des ursprünglichen zum Umtausch qualifizierten Bestands von EUR 8,91 Mrd., also mit EUR 8,26 Mrd. nominal beteiligt. Weitere EUR 654 Mio. nominal konnten noch vor dem Umtausch mit einem Barwertvorteil von mehr als EUR 65 Mio. gegenüber dem Umtauschangebot verkauft werden. Nach dem erfolgten Umtausch erhielt die FMS Wertmanagement neue Griechenland-Anleihen mit einem Nominalvolumen von EUR 2,6 Mrd. sowie weitere rund EUR 1,4 Mrd. von EFSF-Bonds. Das Griechenland-Portfolio musste zusammen mit den korrespondierenden Derivate-Positionen zum Jahresabschluss mit EUR 8,9 Mrd. wertberichtigt werden.“ Die dadurch entstandenen Verluste wurden von der SoFFin übernommen.

### Kontroverse
In ihrer gedruckten sowie ihrer Online-Ausgabe erhob die Frankfurter Allgemeine Zeitung (FAZ) am 12. September 2014 gravierende Vorwürfe gegen die Verantwortlichen der FMS Wertmanagement und ihre Aufsichtsbehörden: Nach ihrer Darstellung ist durch Fehlverhalten ein Schaden von 2,56 Milliarden € entstanden. Die Hypo Real Estate sei nach der Europäischen Zentralbank mit 9 Milliarden € der größte Gläubiger Griechenlands gewesen. Im Portfolio seien Anleihen gewesen, für die ausländisches (nicht griechisches) Recht maßgebend gewesen sei. Diese hätten nur mit Zustimmung einer Mehrheit der Gläubiger umgeschuldet werden können. Andere deutsche Kreditinstitute hätten sich in Gläubigerausschüssen organisiert und eine Umschuldung vermeiden können. Dies habe die FMS Wertmanagement nicht getan, sondern die Papiere zu ca. 30 % an der Börse verkauft. Die Erwerber, Hedgefonds, hätten die Wertpapiere später zu 100 % zurückbezahlt bekommen. Bei anderen Anleihen, die ebenfalls nicht griechischem, sondern ausländischem Recht unterlegen hätten, habe die Bank freiwillig am Schuldenschnitt teilgenommen. Der Finanzmarktstabilisierungsfonds (SoFFin) wies die Vorwürfe zurück: Zum Zeitpunkt der Entscheidung sei nämlich sehr fraglich gewesen, „inwieweit es ohne den Schuldenschnitt überhaupt zu Rückzahlungen durch Griechenland gekommen wäre“. Der FAZ zufolge ist der Verlust oder die öffentliche Auseinandersetzung darüber der Grund dafür, dass Christopher Pleister seinen Ende 2014 auslaufenden Vertrag beim SoFFin nicht verlängern wird.
In ihrer Ausgabe vom 25. Oktober 2014 berichtet das Wochenmagazin Die Zeit über die in der Frankfurter Allgemeinen Zeitung erhobenen Vorwürfe: „Papiere, die der ZEIT vorliegen, sowie Gespräche mit Beteiligten und Parlamentariern zeichnen jedoch ein anderes Bild: Demnach entschied das Abwicklungsinstitut erst nach langen Diskussionen, mehr griechische Anleihen als zwingend notwendig einzureichen.“ Und weiter: „Dass einige dieser Investoren die wenigen verbliebenen Anleihen heute zu 100 Prozent zurückgezahlt bekommen, ist für die FMS Wertmanagement kein Argument. In einem Papier heißt es dazu: Diese Anleihen aus einer vagen Hoffnung auf Besserung herauszuhalten, sei damals eine sehr aggressive Strategie gewesen, ‚die sich zwar ein Hedgefonds zu eigen machen kann, der auch bereit ist, einen Totalverlust seiner Papiere zu riskieren, nicht aber eine Abwicklungsanstalt öffentlichen Rechts‘. Zocken, so das Argument, konnten einige Investoren nur, weil andere wie die FMS überhaupt erst sicherstellten, dass die Umschuldung glückte und die restlichen Anleihen nicht auf null fielen.“ Teilnehmer der geheimen Sitzung des Finanzmarktgremiums von Ende September, die sich mit den Vorwürfen beschäftigt haben, „halten die Vorwürfe für abgehakt“, berichtet die Zeit in diesem Artikel.
Am 9. Januar 2015 berichtet das Handelsblatt, dass die staatsanwaltschaftlichen Ermittlungen gegen den Vorstand der FMS Wertmanagement eingestellt worden seien, weil es keine Anhaltspunkte für strafrechtlich relevante Pflichtverletzungen der Vorstände gebe.

## Geschäftsberichte (Auswahl)
Am 24. Mai 2011 präsentierte die Geschäftsleitung der FMS Wertmanagement im Rahmen einer Pressekonferenz in München die Bilanz sowie die Gewinn- und Verlustrechnung für das Rumpfgeschäftsjahr vom 8. Juli bis 31. Dezember 2010. Die wesentlichen Ergebnisse waren: Durch eine Risikovorsorge von 2,98 Mrd. Euro ergab sich ein Verlust von 3,04 Mrd. Euro. Das Eigenkapital von zwei Mio. Euro wurde durch den Verlust vollständig aufgezehrt und stand auf Null. Dadurch griff die SoFFin-Verlustkompensation in Höhe von 3,04 Mrd. Euro, die in der Bilanz unter Sonstige Vermögensgegenstände aktiviert wurde. Zum 31. Dezember 2010 betrug die Bilanzsumme 358 Mrd. Euro. Die Verwaltungskosten lagen bei 129 Mio. Euro und waren im Wesentlichen getrieben durch Zahlungen an den Portfolio-Servicer Deutsche Pfandbriefbank pbb (laut der Präsentation der FMS Wertmanagement waren dies 100,5 Mio. Euro im vierten Quartal 2010). Das Geschäftsjahr 2012 schloss mit einem positiven Ergebnis von 37 Mio. Euro ab. Das Portfolio wurde um 14,8 % auf nun 137 Mrd. Euro reduziert, die Bilanzsumme wurde im Jahresvergleich um 27,9 % auf 246,4 Mrd. Euro verringert.  Das Ergebnis der normalen Geschäftstätigkeit 2015 betrug 331 Mio. Euro, das Nominalvolumen des Portfolios konnte um 3,7 Prozent auf 102,4 Milliarden Euro abgebaut werden, die Bilanzsumme reduzierte sich um 3,7 Prozent auf 176,8 Milliarden Euro.
Trotz des von der COVID-19-Pandemie geprägten Marktumfelds wurde das Geschäftsjahr 2020 mit einem positiven Ergebnis der normalen Geschäftstätigkeit in Höhe von 25 Mio. Euro abgeschlossen. Der Nominalwert des Portfolios reduzierte sich seit der Übernahme von der HRE-Gruppe zum 1. Oktober 2010 von ursprünglich 175,7 Mrd. Euro auf 61,6 Mrd. Euro. zum Jahresende 2020. Die Bilanzsumme der FMS-WM reduzierte sich zum 31. Dezember 2020 auf 145,8 Mrd. Euro. Am 29. März 2023 veröffentlichte die FMS Wertmanagement die Geschäftszahlen zum Geschäftsjahr 2022. Danach wurde das Geschäftsjahr 2022 mit einem positiven Ergebnis der normalen Geschäftstätigkeit in Höhe von 77 Mio. Euro abgeschlossen. Der Nominalwert des Portfolios reduzierte sich seit der Übernahme von der HRE-Gruppe zum 1. Oktober 2010 von ursprünglich 175,7 Mrd. Euro auf 49,6 Mrd. Euro. zum Jahresende 2022. Die Bilanzsumme der FMS-WM reduzierte sich zum 31. Dezember 2022 auf 99,0 Mrd. Euro und lag erstmals seit Bestehen der FMS-WM unterhalb von 100 Mrd. Euro.

## Verluste für den Staat
Am 3. August 2011 berichtete das Magazin „Stern“, dass die Rettung der verstaatlichten Hypo Real Estate (HRE) nach Einschätzung des Bankenexperten Dirk Schiereck für die Steuerzahler voraussichtlich sehr viel teurer würde als zu dem Zeitpunkt bekannt. Der Professor von der TU Darmstadt rechnete mit einem Ausfallrisiko von etwa 50 Mrd. Euro. Auf die Schätzung von 50 Mrd. Euro kam Schiereck auf der Basis des vertraulichen Abwicklungsplans der FMS Wertmanagement vom August 2010. Das Bundesfinanzministerium ging ursprünglich nach Angaben des „Stern“ davon aus, dass die zu erwartenden Verluste der FMS Wertmanagement mit der Rückstellungssumme von 3,87 Mrd. Euro abgedeckt seien.
Am 3. Juli 2012 wurde bekannt, dass durch die Wertberichtigung auf Griechenland-Anleihen und Risikovorsorge im Jahr 2011 ein Verlust von insgesamt 9,97 Milliarden EUR erwirtschaftet wurde. Die Erträge aus Zins- und Provisionsgeschäft betrugen dabei 611 Millionen EUR.
Die Verluste werden durch die Verlustausgleichsverpflichtung des SoFFin kompensiert, die Verlustausgleichsforderung beträgt 9,939 Mrd. Euro.

## Buchungsfehler
Am 28. Oktober 2011 berichtete das Magazin „Stern“, dass durch Buchungsfehler die Schulden der Bank um 55,5 Milliarden Euro in der Bilanz zu hoch ausgewiesen seien. Dadurch verringerte sich die Staatsverschuldung Deutschlands im Verhältnis zum Bruttoinlandsprodukt von 83,7 auf 81,1 Prozent. Tatsächlich ist der angebliche 55,5-Milliarden-Buchungsfehler „nur“ ein 24,5-Milliarden-Buchungsfehler, wie aus dem Halbjahresbericht der FMS Wertmanagement hervorgeht. Dort heißt es auf Seite 34: „Die entsprechenden fehlerhaften und unsaldierten Vergleichszahlen zum 31. Dezember 2010 wurden in laufender Rechnung angepasst. Hierdurch reduzierten sich die Vergleichszahlen der Posten Forderungen an Kreditinstitute und Verbindlichkeiten gegenüber Kreditinstituten sowie die Bilanzsumme um jeweils EUR 24.466 Mio. Weitergehende Auswirkungen auf die Vermögenslage sowie auf die Finanz- und Ertragslage ergaben sich dadurch nicht.“ Die Zahl von 55,5 Mrd. Euro stammt aus einer Antwort des Parlamentarischen Staatssekretärs Hartmut Koschyk aus dem Bundesministerium der Finanzen vom 13. September 2011 auf eine Anfrage des MdB Klaus Ernst (DOK 2011/0732902). Darin wird in einer vorläufigen Schätzung der Schuldeneffekt durch die FMS Wertmanagement für das Gesamtjahr 2011 mit 161 Mrd. Euro angegeben. 2010 hatte er 216,5 Mrd. Euro betragen, die Differenz ergibt jene 55,5 Mrd. Euro, die der „Stern“ fälschlicherweise als Buchungsfehler beziehungsweise Rechenfehler titulierte.
Nachdem die Wirtschaftsprüferkammer ein berufsrechtliches Verfahren gegen PwC eingeleitet hatte, berichtete Der Spiegel am 17. Dezember 2011 unter Berufung auf einen Prüfbericht der Bundesbank, dass ein großer Teil der Verantwortung für den Buchungsfehler bei der irischen HRE-Tochter Depfa liege. Das Management der FMS Wertmanagement und zum Teil auch die Wirtschaftsprüfungsgesellschaft PwC würden dagegen entlastet. Bei der Depfa seien bestimmte Forderungen und Verbindlichkeiten fälschlicherweise nicht saldiert worden.

## DEPFA-Abwicklung und Verkauf
Am 13. Mai 2014 verkünden FMSA und Hypo Real Estate Holding AG (HRE) in einer gemeinsamen Presseerklärung, dass die DEPFA Bank plc. in Irland durch die FMS Wertmanagement abgewickelt werden solle. Der interministerielle Lenkungsausschuss, der über die Maßnahmen des Finanzmarktstabilisierungsfonds (SoFFin) entscheidet, und die Hauptversammlung der HRE hätten sich unter Abwägung sämtlicher Optionen für die Vorbereitung der Übernahme und Abwicklung der DEPFA Bank plc. (DEPFA) durch die bundeseigene FMS Wertmanagement (FMS-WM) entschieden. Die Übertragung an die FMS-WM erfolge entsprechend den Konditionen, wie sie die HRE mit dem externen Bieter verhandelt hatte. Die FMS-WM stieg zu diesem Zweck in den verhandelten Vertrag mit exakt den Konditionen ein, auf die sich der externe Bieter zuvor mit der HRE geeinigt hatte. Der Kaufpreis betrug inklusive Nebenkosten EUR 323 Mio.
Die HRE hatte die DEPFA im Jahr 2007 erworben. Als der HRE-Konzern im Jahr 2008 im Zuge der internationalen Finanzkrise in eine existenzbedrohende Lage geriet, hatte die Bundesrepublik Deutschland den Konzern mit Liquiditätsgarantien und Kapital stabilisiert und vollständig übernommen. Im Jahr 2010 wurden problembehaftete und nicht strategische Assets der DEPFA in Höhe von ca. 131 Mrd. Euro auf die FMS-WM übertragen. Seitdem hatte die DEPFA das bei ihr verbliebene Kernportfolio auf 34 Mrd. Euro (31. Dezember 2013) fast halbiert. Das Portfolio der DEPFA besteht überwiegend aus Positionen mit gutem Emittenten-Rating (Investmentgrade). Per 31. Dezember 2013 wies die DEPFA eine Bilanzsumme von 49 Mrd. Euro aus. Die FMS Wertmanagement hat die Depfa Bank am 19. Dezember 2014 übernommen.
Laut Geschäftsbericht 2017 hatte die FMS-WM bereits bei der Prüfung einer möglichen Übernahme Werthebel identifiziert, die zu günstigeren Perspektiven für die Abwicklung der DEPFA-Gruppe führen sollten. Diese bestanden aus
- der Realisation von Kosteneinsparungen durch eine effizientere und damit schlankere Organisationsstruktur der DEPFA-Gruppe
- der konsequenten Nutzung von Refinanzierungsvorteilen, die die FMS-WM aufgrund ihrer staatlichen Garantie genießt sowie schließlich
- dem Rückkauf der von der DEPFA-Gruppe begebenen Verbindlichkeiten als zentrales Element für eine beschleunigte Abwicklung.
Laut Geschäftsbericht 2018 hat die FMS-WM im Jahr 2015 Hybridkapitalanleihen der DEPFA-Gruppe von Investoren zu einem Preis von ca. 60 % des Nominalwerts erworben. Es handelte sich dabei um drei Anleihen mit einem Gesamtvolumen von nominal EUR 1,2 Mrd., von denen rund 94 % von der FMS-WM und 6 % von der DEPFA-Gruppe selbst erworben wurden.
Davon konnte die FMS-WM im November 2018 die erste der drei Hybridkapitalanleihen mit einem Nominalvolumen in Höhe von rund EUR 500 Mio. an die DEPFA-Gruppe zu Marktwert verkaufen und damit einen weiteren Werthebel im Rahmen der Abwicklung der DEPFA-Gruppe realisieren. Im Gegenzug hat die FMS-WM Vermögenswerte aus dem Bestand der DEPFA-Gruppe ebenfalls zu Marktwert gekauft. Der Rückkauf der Hybridkapitalanleihe wirkte sich nicht wesentlich auf das Geschäftsergebnis der DEPFA aus. Dagegen belief sich der positive Ergebnisbeitrag dieser Transaktion bei der FMS-WM auf EUR 144 Mio. Zusätzlich erhöhten die von der FMS-WM erworbenen Vermögenswerte aus dem Bestand der DEPFA-Gruppe die Zinseinnahmen der FMS-WM.
Im Geschäftsbericht 2019 verweist die FMS-WM darauf, dass die Strategie, am Markt erworbene Anleihen und Schuldscheine der DEPFA-Gruppe (DEPFA-Verbindlichkeiten) an Gesellschaften der DEPFA-Gruppe zu veräußern, um im Gegenzug Vermögenswerte der Gesellschaften der DEPFA-Gruppe zu erwerben, über die Jahre erfolgreich vorangetrieben wurde. Insgesamt hat die FMS-WM seit 2016 Vermögenswerte mit einem Nominalvolumen von EUR 11,7 Mrd. von der DEPFA-Gruppe erworben.
Durch die im Geschäftsjahr 2019 durchgeführten Abwicklungsmaßnahmen konnte die Bilanzsumme der DEPFA-Gruppe weiter reduziert sowie Komplexitäten und Konzentrationsrisiken im Portfolio der DEPFA-Gruppe weiter abgebaut werden. Die Bilanzsumme der DEPFA-Gruppe reduzierte sich zum 31. Dezember 2019 um weitere 6,5 Mrd. Euro auf 8,9 Mrd. Euro, korrespondierend stieg die Kernkapitalquote (CET 1 Ratio) zum Jahresende 2019 auf 152,3 Prozent.
Im gleichen Jahr konnte die FMS-WM den Werthebel „Hybridkapitalanleihen“ vollständig realisieren. Aus dem Verkauf der weiteren, im Bestand der FMS-WM befindlichen Hybridkapitalanleihen mit einem Nominalvolumen in Höhe von EUR 625 Mio. resultierte ein positiver Ergebnisbeitrag bei der FMS-WM in Höhe von EUR 233 Mio. Des Weiteren wurden Nachrangdarlehen der DEPFA-Gruppe, die im Jahr 2010 von der HRE-Gruppe auf die FMS-WM übertragen worden waren, mit einem Nominalvolumen von EUR 360 Mio. an die DEPFA-Gruppe veräußert. Zusätzlich erhöhen die von der FMS-WM erworbenen Vermögenswerte aus dem Bestand der DEPFA-Gruppe die Zinseinnahmen der FMS-WM. Damit konnte die FMS-WM seitdem einen Großteil der identifizierten Werthebel bei der DEPFA realisieren. Durch die seit Übernahme der DEPFA-Gruppe im Jahr 2014 erzielten Fortschritte und unabhängig von der weiteren Abwicklungsstrategie geht die FMS-WM unverändert davon aus, dass die Abwicklung der DEPFA-Gruppe gegenüber dem 2014 nicht durchgeführten Verkauf vorteilhaft bleibt.
In einer Verkaufsanzeige vom Juli 2020 hat die FMS-WM ein offenes, transparentes, kompetitives und diskriminierungsfreies Auktionsverfahren zur möglichen Veräußerung von 100 % der Anteile an der DEPFA BANK plc gestartet. Laut Pressemitteilung vom September 2020 sollen dabei die möglichen Erlöse eines Verkaufs der DEPFA-Gruppe den zu erzielenden Vorteilen einer Fortführung der Abwicklung der DEPFA-Gruppe durch die FMS-WM gegenübergestellt werden.
Am 15. Februar 2021 verkündet die FMS Wertmanagement, dass sie ihre 100-prozentige Beteiligung an der irischen DEPFA BANK plc (DEPFA) an die österreichische BAWAG Group AG verkauft. Einen entsprechenden Beschluss hat der Vorstand der FMS-WM getroffen, dem der Verwaltungsrat der FMS-WM und die Bundesanstalt für Finanzmarktstabilisierung (FMSA) zugestimmt haben. Damit hat die FMS-WM das im vergangenen Sommer initiierte Bieterverfahren erfolgreich abgeschlossen.
Der Vorstandssprecher Christoph Müller sagt: „Seit der Übernahme der DEPFA im Dezember 2014 haben wir die bereits damals identifizierten Werthebel für die weitere Abwicklung konsequent angesetzt und mit den erzielten Ergebnissen sogar unsere eigenen Erwartungen deutlich übertroffen. Es war ein Zusammenspiel von Effizienzsteigerungen bei der DEPFA und von teilweise sehr komplexen Finanztransaktionen zwischen der FMS-WM, der DEPFA und Dritten. Unter dem Strich findet die Abwicklung der DEPFA mit dem Verkauf einen auch aus der Sicht des deutschen Steuerzahlers erfolgreichen Abschluss.“ Und der Verwaltungsratsvorsitzende der FMS-WM, Michael Kemmer, kommentiert: „Das jetzt erzielte Ergebnis unterstreicht noch einmal, dass die damalige Entscheidung, die DEPFA nicht an einen externen Bieter zu verkaufen, sondern unter der Regie der FMS-WM abzuwickeln, eindeutig die richtige gewesen ist“. Am 19. November 2021 wurde der Verkauf der DEPFA an die BAWAG Group AG abgeschlossen.